# Popcornfrisyr
Popcornfrisyr är ett musikalbum av Mojje från 2009.

## Låtlista
1. Svenska vrål
2. Popcornfrisyr
3. Solskydd 93
4. Mytomanen
5. Benny badvakt
6. Aldrig varit kär
7. Din vän
8. Karibien (med Mimmi Sandén)
9. Superspion
10. Avundsjuk
11. Glenne gurra / Västkustens pärla